# Rue Émile Claus
Pour les articles homonymes, voir Claus et Bonne Terre (homonymie).
La rue Émile Claus, anciennement rue de Bonne Terre, est partagée entre les territoires d'Ixelles, de Bruxelles-ville et d'Uccle.

## Situation et accès
La rue Émile Claus relie par son tracé rectiligne la chaussée de Waterloo à l'avenue Louise.

### Bruxelles-Ville
Numéros 1-11 et 2-12

### Ixelles
Numéros 13-59B et 14-54

### Uccle
Numéros 61-fin et 56-fin

## Origine du nom
Elle porte le nom du peintre Émile Claus (1849-1924).

## Bâtiments remarquables et lieux de mémoire

### Ambassade
- Ambassade d'Italie au n° 28